# Cheryl Carasik
Cheryl Carasik (1952) è una scenografa statunitense.
Ha ricevuto cinque volte la nomination ai Premi Oscar nella categoria migliore scenografia (1996, 1997, 1998, 2005 e 2007), tuttavia senza mai vincere.

## Filmografia parziale
- 1995 - La piccola principessa
- 1996 - Piume di struzzo
- 1997 - Men in Black
- 1998 - I colori della vittoria
- 2002 - Men in Black II
- 2004 - Lemony Snicket - Una serie di sfortunati eventi
- 2006 - Pirati dei Caraibi - La maledizione del forziere fantasma